# Завоевание Западного края империей Тан
Завоевание Западного края империей Тан происходило в первой половине VII века

## Предыстория
В отличие от Восточно-тюркского каганата, Западно-тюркский каганат и его союзники в Западном крае поначалу не представляли угрозы для империи Тан по причине своей удалённости, и даже приносили формальную дань танскому двору. В 625 году западно-тюркский каган Тун-Джабгу хан попытался заключить брак с танским двором, взяв в жёны одну из дочерей китайского императора, но восточно-тюркский каган Кат Иль-хан Багадур-шад, опасаясь возникновения танско-западнотюркского альянса, воспротивился этому, заявив, что не пропустит невесту через свои владения.
В 626 году сын танского императора Ли Ши-минь в ходе инцидента в воротах Сюаньу убил своего старшего брата Ли Цзяньчэна, который был наследником престола, и поддержавшего его другого брата, Ли Юаньцзи. После этого он вынудил правящего императора сначала сделать его своим наследником, а затем — передать трон. В том же году, когда Ли Ши-минь занял престол, западнотюркский каган был убит своим дядей Кюлюг-Сибир ханом, который сам сел на трон. Однако часть западных тюрок поддержала сына прежнего кагана. Оба претендента на западнотюркский трон искали помощи у империи Тан, но Тай-цзун отверг обоих. Тем временем в 630—631 годах столицу Тан посетил с визитом правитель Гаочана Цюй Вэньтай, который был принят императором.
В 633 году у западных тюрок вновь сменился правитель, и новый каган формально провозгласил себя подданным Тан. Наследовавший ему в 634 году младший брат подтвердил вассалитет.
Тем временем произошёл инцидент, приведший к войне. Когда-то Карашар напрямую контактировал с Китаем через пустыню, но потом Гаочан перекрыл пустынную дорогу, заставив Карашар сообщаться с Китаем через свою территорию. В 632 году правитель Карашара потребовал открыть дорогу через пустыню, и император Тай-цзун согласился с этим, но правитель Гаочана, не желая терять возможность наживы на транзите, напал на Карашар и разграбил его.

## Ход событий

### Завоевание Гаочана

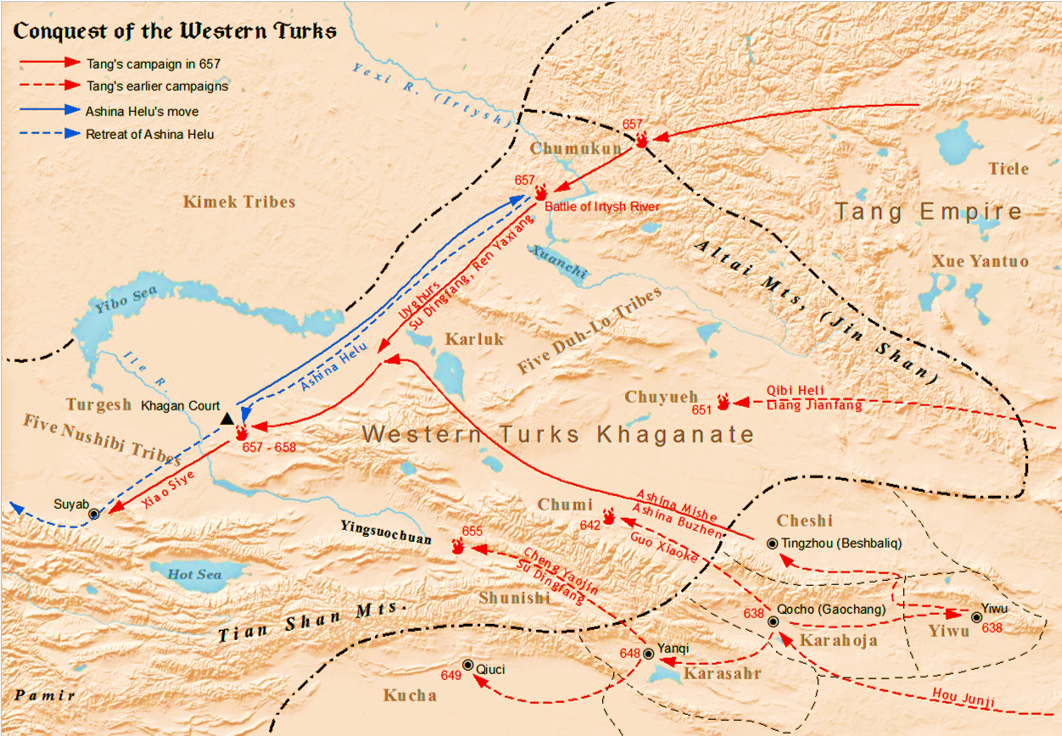
Кампании Тан против западных регионов и западного Туюэ

В 638 году Гаочан в союзе с племенами Чуюэ и Чуми атаковал Карашар, захватил пять городов и увёл в плен 1500 человек. Тем временем в Западно-тюркском каганате шла междоусобица, и Цюй Вэньтай поддержал Ашина Бобу против Иу, поддержанного Тан. Кроме того, Гаочан враждовал с сюеяньто, которых поддерживала империя Тан, и принял у себя после разгрома танскими войсками Восточно-тюркского каганата проживавших там китайских беженцев.
В 640 году, когда последние попытки заставить Цюй Вэньтая изменить свою анти-Танскую позицию провалились, Тай-цзун приказал генералу Хоу Цзюньцзи взять армию и при помощи генерала Сюэ Ваньцзюня атаковать Гаочан. Поначалу Цюй Вэньтай не принял угрозу всерьёз: он считал, что от маленькой армии отобьётся, а большую армию к Гаочану привести невозможно из-за отсутствия по пути достаточного количества продовольствия. Однако осенью 640 года Хоу Цзюньцзи провёл свою армию через пустыню к Гаочану. Услышав об этом, Цюй Вэньтай скончался.
Хоу Цзюньцзи сначала захватил Тяньди, лежавший к востоку от столицы Гаочана, а потом пошёл на неё. Наследовавший Цюй Вэньтаю его сын Цюй Чжишэн послал Хоу Цзюньцзи письмо с извинениями за поступки своего отца. Хоу приказал ему сдаться, но Цюй Чжишэн отказался, и тогда китайские войска осадили столицу Гаочана. Цюй Чжишэн рассчитывал на помощь западных тюрок, но Ашина Бобу вместо этого отступил, а посланный им генерал вместо того, чтобы защищать Кэханьфуту, сдался Хоу Цзюньцзи. Не имея надежды на помощь извне, Цюй Чжишэн капитулировал.
Канцлер Вэй Чжэн советовал оставить Гаочан вассалом, а Цюй Чжишэна — его властителем, но Тай-цзун предпочёл аннексировать Гаочан. На территории Гаочана было создано два округа: Сичжоу (со столицей в Гаочане) и Тинчжоу (со столицей в Кэханьфуту). В крепости Цзяохэ возле Гаочана была размещена Главная управа по защите умиротворённого Запада. Цюй Чжишэн и его приближённые были увезены в Чанъань, Карашару были возвращены захваченные у него Гаочаном города. Для улучшения защиты Сичжоу сюда стали ссылать преступников.

### Войны тюрков
В 641 году Ашина Бобу формально подчинился империи Тан, однако это не помогло ему в войне против Ашина Юйгу; в конце года Ашина Бобу был пленён Ашиной Юйгу и обезглавлен, после чего Западно-тюркский каганат, наконец, воссоединился. В 642 году Ашина Юйгу атаковал Иу, но так как это теперь был танский округ Ичжоу, то он был отбит генералом Го Сяокэ. Вскоре у западных тюрок опять начались междоусобицы.

### Походы на Карашар и Кучу
Карашар был союзником Тан, но затем дочь карашарского правителя Лун Туцичжи стала женой брата западно-тюркского генерала Ашина Цюйли, и симпатии Карашара стали смещаться от империи Тан к Западно-тюркскому каганату. Генерал Го Сяокэ запросил разрешения атаковать Карашар, и в 644 году император такое разрешение дал. В это время в Сичжоу находилось три брата Лун Туцичжи, и Го Сяокэ сделал одного из них — Лун Липочжуня — своим проводником. Карашар был взят танскими войсками, Го Сяокэ увёз с собой Лун Туцичжи, а на престоле оставил Лун Липочжуня. Три дня спустя прибыл Ашина Цюйли, схватил Лун Липочжуня и бросился в погоню за Го Сяокэ, однако был отбит китайскими войсками.
Другой западнотюркский генерал — Ашина Чуна — посадил в Карашаре своего наместника. Однако танский император отказался принять дань от западнотюркского наместника, и западные тюрки были вынуждены оставить Карашар, посадив там в качестве правителя Лун Сюэпоаньачжи (двоюродного брата Лун Липочжуня).
В 647 году умер правитель Кучи Бай Суфаде, и ему наследовал брат Бай Хэлибушиби. Бай Хэлибушиби уменьшил дань, отправляемую танскому императору, а также напал на близлежащие государства, являвшиеся вассалами Тан. Тай-цзун пришёл в ярость, и в 648 году отправил генерала Ашина Шээра (восточного тюрка, перешедшего на службу империи Тан) атаковать Кучу, а генералы Циби Хэли и Го Сяокэ должны были ему помогать. Осенью 648 года Ашина Шээр атаковал племена Чуюэ и Чуми, вынудив их сдаться, а потом пошёл на Карашар. Лун Сюэпоаньачжи покинул Карашар и укрылся в восточной части Кучи, но Ашина Шээр схватил его и казнил, сделав новым правителем Карашара его двоюродного брата — Лун Сяньначжуня.
Затем Ашина Шээр двинулся на Кучу. Бай Хэлибушиби отправил против танских войск Нали и Цзеледяня. Командующий танским авангардом Хань Вэй сначала отступил, а когда Нали и Цзеледянь стали его преследовать, то вместе с Цао Цзишу контратаковал и разбил их. Бай Хэлибушиби укрылся в столице Илолу, но Ашина Шээр взял город. Бай Хэлибушиби бежал в Бохуань. Ашина Шээр оставил Го Сяокэ в Илолу и продолжил преследование. После 40-дневной осаде Бохуань был взят, а Бай Хэлибушиби и Цзеледянь попали в плен, но Нали удалось бежать. С остатками кучинских войск и пришедшими на помощь западными тюрками Нали атаковал Илолу, застав Го Сяокэ врасплох и убив его, однако ему не удалось удержать Илолу и он был вынужден бежать. Жители Кучи схватили Нали и выдали его Ашина Шээру. Ашина Шээр сделал новым правителем младшего брата Бай Хэлибуши и, получив дань, удалился.

## Итоги и последствия
После смерти Тай-цзуна в 649 году западные тюрки во главе с Ашиной Хэли попытались восстать и атаковали подвластные Тан территории, «Западный край» на несколько лет отложился от империи, но новый император Гао-цзун в 657 году отправил генерала Су Динфана, который разгромил их и привёл край к покорности.
Западный край оставался под Танским контролем вплоть до середины VIII века, когда мятеж Ань Лушаня привёл к необходимости отзыва войск из отдалённых гарнизонов в центральный Китай.